# Lijst van gemeentelijke monumenten in Huizen
De gemeente Huizen heeft 93 gemeentelijke monumenten, hieronder een overzicht. 
| Object                                                                                           | Bouwjaar | Architect                             | Locatie                                                   | Coördinaten                   | Nr.        | Afbeelding                                                                                       |
| ------------------------------------------------------------------------------------------------ | --- | ------------------------------------- | --------------------------------------------------------- | ----------------------------- | ---------- | ------------------------------------------------------------------------------------------------ |
| Bunker bij villa 't Slingerbosch                                                                 | 1942 |                                       | Amersfoortsestraatweg 202                                 | 52° 16' 25" NB, 5° 11' 36" OL | 0406/WN093 | Upload foto                                                                                      |
| Villa Villa Crayenbosch                                                                          | 1920/1921 Verbouwd: 1928, bouw van garage | Anthonie Pieter Smits                 | Amersfoortsestraatweg 212                                 | 52° 16' 18" NB, 5° 11' 48" OL | 0406/WN001 | Villa Villa Crayenbosch                                                                          |
| Woningen                                                                                         | 1921-'25 Verbouwd: Verscheidene | Harry Elte                            | Atelierweg 2-4, Blaricummerstraat 140-146, Paviljoenweg 1 | 52° 16' 54" NB, 5° 14' 22" OL | 0406/WN002 | Woningen                                                                                         |
| Woningen                                                                                         | 1869 Verbouwd: 1905, nr. 5 in 1946, nr. 4 in 1919, 1960, 1972, 1989                                                                                           |                                       | Baanbergenweg 5, Vletstraat 4                             |                               | 0406/WN003 | Woningen                                                                                         |
| Villa Fenwout                                                                                    | 1914/1915 Verbouwd: 1969, interne verbouwing | T. Nieuwenhuis                        | Bikbergerweg 11                                           | 52° 17' 12" NB, 5° 11' 59" OL | 0406/WN004 | Villa Fenwout                                                                                    |
| Villa De Drift, Bescherming betreft het gearceerde gedeelte                                      | 1925 Verbouwd: 1950, bouw van achtervleugel (oostzijde), 1988 aanpassing achtervleugel (oostzijde)                                                            | J.W. Dinger                           | Driftweg 227                                              | 52° 17' 50" NB, 5° 12' 45" OL | 0406/WN005 | Villa De Drift, Bescherming betreft het gearceerde gedeelte                                      |
| Villa                                                                                            | 1930 Verbouwd: 1943, serre tegen zuidgevel, splitsing van de woonkamer in twee bouwlagen en verplaatsing van de entree                                        | Frans Adriaan Wijsma                  | Eikenlaantje 8                                            | 52° 17' 48" NB, 5° 12' 48" OL | 0406/WN006 | Villa                                                                                            |
| Woning                                                                                           | 1908 Verbouwd: 1980 |                                       | Elleboogstraat 3-9                                        | 52° 17' 51" NB, 5° 14' 11" OL | 0406/WN007 | Woning                                                                                           |
| Villa De Viersprong, De huidige villa is identiek aan de villa uit circa 1899 (verbrand in 1912) | 1912 | Strömmen Traevarefabrik, Strömmen (N) | Flevolaan 2                                               | 52° 17' 33" NB, 5° 11' 25" OL | 0406/WN008 | Villa De Viersprong, De huidige villa is identiek aan de villa uit circa 1899 (verbrand in 1912) |
| Villa                                                                                            | 18de eeuw Verbouwd: 19de eeuw, bouw van een dwarsvleugel, circa 1912 wijzigen van dwarsvleugel, 1974 restauratie en verbouwing                                |                                       | Flevolaan 63                                              | 52° 17' 6" NB, 5° 11' 39" OL  | 0406/WN009 | Villa                                                                                            |
| Woning                                                                                           | 1863/1864 Verbouwd: 1981 |                                       | Havenstraat 18, + schuur                                  | 52° 17' 56" NB, 5° 14' 8" OL  | 0406/WN010 | Woning                                                                                           |
| Rouwkamer met assurantiekantoor                                                                  | ca. 1895 Verbouwd: 1968, 1981, 1985, 1986, 1988 | W. Kooij                              | Havenstraat 23                                            | 52° 17' 57" NB, 5° 14' 6" OL  | 0406/WN011 | Rouwkamer met assurantiekantoor                                                                  |
| Woning met rouwkamer                                                                             | ca. 1895 Verbouwd: 1968, 1971, 1975/76 | W. Kooij                              | Havenstraat 25                                            | 52° 17' 57" NB, 5° 14' 7" OL  | 0406/WN012 | Woning met rouwkamer                                                                             |
| Woningen                                                                                         | voor 1824 Verbouwd: 1900, nr. 34 1978 |                                       | Havenstraat 34, Taandersdwarsweg 4                        | 52° 17' 59" NB, 5° 14' 13" OL | 0406/WN013 | Woningen                                                                                         |
| Woning                                                                                           | Verbouwd: 1963 |                                       | Havenstraat 36, Taandersdwarsweg 2                        | 52° 18' 0" NB, 5° 14' 14" OL  | 0406/WN014 | Woning                                                                                           |
| Woning, boerderij                                                                                | Verbouwd: Vissersstraat 2 1908, nr 4 1978, Havenstraat 39 1948, 1950, 1968                                                                                    |                                       | Havenstraat 39, Vissersstraat 2-4                         |                               | 0406/WN015 | Woning, boerderij                                                                                |
| Woning                                                                                           | Verbouwd: nr 42, 42a in 1910, nr. 42 1923, 1932, 1976 nr 5 in 1925                                                                                            |                                       | Havenstraat 42, Valkenaarsstraat 5                        | 52° 18' 2" NB, 5° 14' 15" OL  | 0406/WN016 | Woning                                                                                           |
| Woning                                                                                           | Verbouwd: 1976 |                                       | Hellingstraat 15                                          | 52° 18' 4" NB, 5° 14' 7" OL   | 0406/WN017 | Woning                                                                                           |
| Woning                                                                                           | Verbouwd: 1907, 1974 |                                       | Hulweg 9                                                  | 52° 17' 54" NB, 5° 13' 54" OL | 0406/WN018 | Woning                                                                                           |
| Woning                                                                                           | Verbouwd: nr 11 1933, nr. 13 1924 |                                       | Kerkstraat 66, Langestraat 11-13                          | 52° 17' 55" NB, 5° 14' 15" OL | 0406/WN019 | Woning                                                                                           |
| Woning                                                                                           | 1871 Verbouwd: 1931, 1982 |                                       | Koningin Julianastraat 20                                 | 52° 17' 55" NB, 5° 13' 51" OL | 0406/WN020 | Woning                                                                                           |
| Woning                                                                                           | 1886 Verbouwd: nr 9 1925, 1931, 1949, 1950, 1965 en 1981, nr. 11 1930                                                                                         |                                       | Koningin Wilhelminastraat 9-11                            | 52° 17' 46" NB, 5° 14' 13" OL | 0406/WN021 | Woning                                                                                           |
| Woning met werkplaats                                                                            | 1906 Verbouwd: 1907, 1912, 1987 |                                       | Kronenburgerstraat 18                                     | 52° 17' 51" NB, 5° 14' 23" OL | 0406/WN022 | Woning met werkplaats                                                                            |
| Woning                                                                                           | Verbouwd: 1966, 1970 |                                       | Kronenburgerstraat 20                                     | 52° 17' 51" NB, 5° 14' 23" OL | 0406/WN023 | Woning                                                                                           |
|                                                                                                  | 1880/1901 Verbouwd: 1943 |                                       | Langestraat 14                                            | 52° 17' 54" NB, 5° 14' 14" OL | 0406/WN024 |                                                                                                  |
| Woning                                                                                           | ca. 1900 Verbouwd: nr 101 1929, nr.103 1961 | Waarschijnlijk Wijgert Kooij          | Lindenlaan 101-103                                        | 52° 17' 36" NB, 5° 14' 22" OL | 0406/WN025 | Woning                                                                                           |
| Woning                                                                                           | ca. 1880 Verbouwd: 1900, nr. 38 1908 en 1913, nr. 40 1973 |                                       | Lindenlaan 36-40                                          | 52° 17' 45" NB, 5° 14' 10" OL | 0406/WN026 | Woning                                                                                           |
| Woning                                                                                           | ca. 1885 Verbouwd: 1916 |                                       | Lindenlaan 41-43                                          | 52° 17' 46" NB, 5° 14' 11" OL | 0406/WN027 | Woning                                                                                           |
| Woning (met bedrijfsruimte?)                                                                     | 1885 Verbouwd: 1930, 1935, 1936 (2x) | Brasser & Vos                         | Lindenlaan 79                                             | 52° 17' 40" NB, 5° 14' 17" OL | 0406/WN028 | Woning (met bedrijfsruimte?)                                                                     |
| Woning                                                                                           | 1917 Verbouwd: 1932, 1991 |                                       | Lindenlaan 82-84                                          | 52° 17' 38" NB, 5° 14' 16" OL | 0406/WN029 | Woning                                                                                           |
| Orthodontiepraktijkruimte                                                                        | 1913 Verbouwd: 1970, 1982 |                                       | Lindenlaan 86                                             | 52° 17' 38" NB, 5° 14' 17" OL | 0406/WN030 | Orthodontiepraktijkruimte                                                                        |
| Woning                                                                                           | Verbouwd: 1982, 1984 |                                       | Meentweg 32-34                                            | 52° 17' 52" NB, 5° 14' 18" OL | 0406/WN031 | Woning                                                                                           |
| Woning                                                                                           | Verbouwd: Nr. 50 1933 en 1968, nr. 52 1982 en 1987 |                                       | Meentweg 50-52                                            | 52° 17' 54" NB, 5° 14' 24" OL | 0406/WN032 | Woning                                                                                           |
| Villa Shangri-la                                                                                 | 1927 Verbouwd: 1949 bouw van de oostvleugel |                                       | Messchaertlaan 8                                          | 52° 17' 32" NB, 5° 11' 38" OL | 0406/WN033 | Villa Shangri-la                                                                                 |
| Winkel met woning                                                                                | 1932 Verbouwd: 1917, 1960 | H. Kooij                              | Middenweg 7                                               | 52° 17' 56" NB, 5° 14' 9" OL  | 0406/WN034 | Winkel met woning                                                                                |
| Woning, Verwant aan het tolhuis te Blaricum                                                      | ca. 1840 |                                       | Naarderstraat 201                                         | 52° 17' 43" NB, 5° 12' 38" OL | 0406/WN035 | Woning, Verwant aan het tolhuis te Blaricum                                                      |
| Villa                                                                                            | 1922 Verbouwd: 1968 bouw van een achtervleugel | Jan Rebel                             | Naarderstraat 266                                         | 52° 17' 42" NB, 5° 12' 17" OL | 0406/WN036 | Villa                                                                                            |
| Villa                                                                                            | 1922 | Jan Rebel                             | Naarderstraat 270                                         | 52° 17' 41" NB, 5° 12' 15" OL | 0406/WN037 | Villa                                                                                            |
| Villa, Alleen de oorspronkelijke villa is gemeentelijk monument.                                 | 1921 Verbouwd: 1939 bouw van een vrijstaande garage, 1957 bouw van een dwarsvleugel en enige verbouwingen. 2012 als gevolg van brand volledig verloren gegaan | Christoph und Unmack AG/ A. de Boer   | Naarderstraat 298                                         | 52° 17' 39" NB, 5° 12' 0" OL  | 0406/WN038 | Upload foto                                                                                      |
| Villa                                                                                            | 1926 Verbouwd: 1931 bouw van een garage, 1963 wijziging van gevels en bouw serre, 1990 verbouwing en vernieuwing garage                                       | H.C. Elzinga                          | Naarderstraat 301                                         | 52° 17' 36" NB, 5° 11' 44" OL | 0406/WN039 | Villa                                                                                            |
| Woningen                                                                                         | 1920 Verbouwd: Verscheidene | Theo Rueter en H.F. Sijmons           | Naarderstraat 302-308                                     | 52° 17' 39" NB, 5° 11' 56" OL | 0406/WN040 | Woningen                                                                                         |
| Villa Vogelenzang                                                                                | 1910 Verbouwd: 1912 veranda tegen de westgevel, 1917 bouw van een bijkeuken, 1928 uitbreiding en aanpassing, 1959 serre tegen oostgevel, keuken               | J.W. Hanrath                          | Naarderstraat 314                                         | 52° 17' 39" NB, 5° 11' 45" OL | 0406/WN041 | Villa Vogelenzang                                                                                |
| Villa                                                                                            | 1914 Verbouwd: 1984 uitbreiding uitstek | J.H.W. Leliman                        | Naarderstraat 322                                         | 52° 17' 39" NB, 5° 11' 34" OL | 0406/WN042 | Villa                                                                                            |
| Villa                                                                                            | 1917 Verbouwd: ca. 1955 bouw Nieuwe Bussumerweg 143, 1962 aanpassingen en verbouwingen                                                                        | Jan Rebel                             | Nieuwe Bussummerweg 141                                   | 52° 17' 32" NB, 5° 12' 57" OL | 0406/WN043 | Villa                                                                                            |
| Villa                                                                                            | 1926 Verbouwd: 1959 uitstek vergroot en bouw garage | Jan Rebel                             | Nieuwe Bussummerweg 163                                   | 52° 17' 28" NB, 5° 12' 36" OL | 0406/WN044 | Villa                                                                                            |
| Woning                                                                                           | 1955 Verbouwd: 1960 uitbreiding garage, 1974 woninguitbreiding met overdekt zwembad                                                                           | Wouter Hamdorff, Laren                | Noord Crailoseweg 17                                      | 52° 16' 35" NB, 5° 11' 35" OL | 0406/WN045 | Woning                                                                                           |
| Boerderij                                                                                        | 1903 (deels) Verbouwd: 1903, 1983 |                                       | Noorderweg 25, Vissersstraat 92                           | 52° 18' 9" NB, 5° 13' 60" OL  | 0406/WN046 | Boerderij                                                                                        |
| Woning                                                                                           | Verbouwd: 1931, 1932 |                                       | Noorderweg 27                                             | 52° 18' 9" NB, 5° 14' 0" OL   | 0406/WN047 | Woning                                                                                           |
| Woning                                                                                           | Verbouwd: Nr. 29 1932, nr. 31 1976 en 1983, nr. 31a 1983 |                                       | Noorderweg 29, 31, 31a                                    | 52° 18' 9" NB, 5° 13' 60" OL  | 0406/WN048 | Woning                                                                                           |
| Woning                                                                                           | Verbouwd: 1913, nr. 33 1958, nr 37 1919, 1937 |                                       | Noorderweg 33-37                                          | 52° 18' 9" NB, 5° 13' 59" OL  | 0406/WN049 | Woning                                                                                           |
| Woning                                                                                           | Verbouwd: 1927, 1984, 1958 |                                       | Noorderweg 6-8, 8a                                        | 52° 18' 4" NB, 5° 14' 1" OL   | 0406/WN050 | Woning                                                                                           |
| Woningen                                                                                         | ca. 1870 Verbouwd: 1970 |                                       | Noorderweg 7-9                                            | 52° 18' 4" NB, 5° 13' 60" OL  | 0406/WN051 | Woningen                                                                                         |
| Woning                                                                                           | 1882 Verbouwd: 1909, 1920, 1934, 1935, 1954 |                                       | Oranje Weeshuisstraat 1                                   | 52° 17' 53" NB, 5° 13' 57" OL | 0406/WN052 | Woning                                                                                           |
| "Oranje Weeshuis"                                                                                | 1869 Verbouwd: 1905, 1954, 1963, 1964 |                                       | Oranje Weeshuisstraat 5, 7a, 7b, 7c                       | 52° 17' 54" NB, 5° 13' 58" OL | 0406/WN053 | "Oranje Weeshuis"                                                                                |
| Villa Landhuis Bikbergen/ Landhuis De Driest                                                     | 1909 Verbouwd: 1938 bouw van garage | A. van der Goot en C.J. Kruisweg      | Oud Bussummerweg 29                                       | 52° 17' 3" NB, 5° 12' 18" OL  | 0406/WN054 | Villa Landhuis Bikbergen/ Landhuis De Driest                                                     |
| Woning                                                                                           | ca. 1938 Verbouwd: 1950 aanbouw van fietsenhok, 1963 aanbrengen van keukenraam, 1965 plaatsen van een dakkapel                                                | Toegeschreven aan F.A. Eschauzier     | Patrijslaan 4                                             | 52° 17' 22" NB, 5° 12' 42" OL | 0406/WN055 | Woning                                                                                           |
| Woning                                                                                           | 1886 Verbouwd: 1909, 1951, 1974, nr 11 in 1980, nr. 13 in 1946                                                                                                |                                       | Schipperstraat 11-13                                      | 52° 18' 5" NB, 5° 14' 3" OL   | 0406/WN056 | Woning                                                                                           |
| Woning                                                                                           | 1859 Verbouwd: 1909, 1922, 1933, 1977 |                                       | Schipperstraat 14                                         | 52° 18' 5" NB, 5° 14' 4" OL   | 0406/WN057 | Woning                                                                                           |
| Woning                                                                                           | Verbouwd: nr 15 en 17 in 1915, 1924, nr 17 in 1924 en 1982 |                                       | Schipperstraat 15-17                                      | 52° 18' 6" NB, 5° 14' 4" OL   | 0406/WN058 | Woning                                                                                           |
| Woning                                                                                           | Ca. 1885 Verbouwd: nr 18 1985, nr 20, 22 in 1948 en 1964, nr. 24 in 1975, nr. 26 in 1933 en 1971                                                              |                                       | Schipperstraat 16-26                                      | 52° 18' 4" NB, 5° 14' 5" OL   | 0406/WN059 | Woning                                                                                           |
| Woning                                                                                           | Ca. 1870 Verbouwd: nr 28 in 1906 en 1934, nr. 30 in 1938 |                                       | Schipperstraat 28-30                                      | 52° 18' 5" NB, 5° 14' 4" OL   | 0406/WN060 | Woning                                                                                           |
| Boerderij                                                                                        | Verbouwd: 1913, nr 5 in 1927, nr. 7 in 1949 |                                       | Schipperstraat 5-7                                        | 52° 18' 4" NB, 5° 14' 3" OL   | 0406/WN061 | Boerderij                                                                                        |
| Woning                                                                                           | Verbouwd: Nr. 9 in 1948, 1958, 1976, nr. 9a in 1943 en 1982                                                                                                   |                                       | Schipperstraat 9, 9a, 9b                                  | 52° 18' 4" NB, 5° 14' 3" OL   | 0406/WN062 | Woning                                                                                           |
| Woningen                                                                                         | XVII (Schoolstraat 4: 1665) Verbouwd: Schoolstraat 2 in 1903, 1928, 1973, Zeeweg 1 in 1942, 1946, 1976                                                        |                                       | Schoolstraat 2-4, Zeeweg 1                                |                               | 0406/WN063 | Woningen                                                                                         |
| Woning                                                                                           | 1881 Verbouwd: 1923, nr. 19 in 1965 en 1981 |                                       | Schoolstraat 5-9                                          | 52° 17' 57" NB, 5° 13' 56" OL | 0406/WN064 | Woning                                                                                           |
| Villa 't Plankenhuis                                                                             | 1909 Verbouwd: 1921 uitbreiding, 1933 serre tegen westgevel                                                                                                   | Strömmen Traevarefabrik, Strömmen (N) | Stukkenlaan 10                                            | 52° 17' 28" NB, 5° 11' 37" OL | 0406/WN065 | Villa 't Plankenhuis                                                                             |
| Villa Vingolf                                                                                    | 1920 | ( L. Klerkx? )                        | Stukkenlaan 4                                             | 52° 17' 29" NB, 5° 11' 44" OL | 0406/WN066 | Villa Vingolf                                                                                    |
| Villa                                                                                            | 1908 Verbouwd: ca. 1994 renovatie/ restauratie | Foeke Kuipers                         | Stukkenlaan 7                                             | 52° 17' 26" NB, 5° 11' 45" OL | 0406/WN067 | Villa                                                                                            |
| Villa 't Boschhuis                                                                               | 1918 Verbouwd: 1986 herindeling | J. Roodenburg                         | Stukkenlaan 9                                             | 52° 17' 26" NB, 5° 11' 42" OL | 0406/WN068 | Villa 't Boschhuis                                                                               |
| Woning                                                                                           | 1878 Verbouwd: 1937, 1985 |                                       | Taandersdwarsweg 13, 18                                   | 52° 18' 0" NB, 5° 14' 15" OL  | 0406/WN069 | Woning                                                                                           |
| Woning                                                                                           | Verbouwd: 1916, 1966 |                                       | Taandersdwarsweg 3                                        | 52° 18' 1" NB, 5° 14' 14" OL  | 0406/WN070 | Woning                                                                                           |
| Woning                                                                                           | Verbouwd: 1984 |                                       | Taandersdwarsweg 5                                        | 52° 18' 1" NB, 5° 14' 15" OL  | 0406/WN071 | Meer afbeeldingen                                                                                |
| Woning                                                                                           | 1912 (vernieuwing woonhuisgedeelte) Verbouwd: 1948, 1966 | J. Rebel                              | Taandersstraat 1                                          | 52° 17' 59" NB, 5° 14' 7" OL  | 0406/WN072 | Woning                                                                                           |
| Woning, Volgens dossier is pand nooit verbouwd                                                   | 1906 |                                       | Taandersstraat 25                                         | 52° 17' 59" NB, 5° 14' 16" OL | 0406/WN073 | Woning, Volgens dossier is pand nooit verbouwd                                                   |
| Woning met kantoor                                                                               | Verbouwd: 1914, 1915, 1943, 1950, 1983, 1987 |                                       | Valkenaarstraat 17-19                                     | 52° 18' 1" NB, 5° 14' 18" OL  | 0406/WN074 | Woning met kantoor                                                                               |
| Woning                                                                                           | Verbouwd: 1928, 1962 |                                       | Valkenaarstraat 20                                        | 52° 18' 0" NB, 5° 14' 17" OL  | 0406/WN075 | Woning                                                                                           |
|                                                                                                  | XIXB Verbouwd: 1952, 1989 (2x), nr. 26 in 1973, nr. 28 in 1975 (2x)                                                                                           |                                       | Valkenaarstraat 24-28                                     | 52° 18' 1" NB, 5° 14' 17" OL  | 0406/WN076 |                                                                                                  |
| Atelierruimten                                                                                   | 1943/44 Verbouwd: 1935, 1943, 1944, 1992 |                                       | Valkenaarstraat 25                                        | 52° 18' 1" NB, 5° 14' 20" OL  | 0406/WN077 | Atelierruimten                                                                                   |
| Villa 't Beukenootje                                                                             | 1902 Verbouwd: 1937 herindeling en toevoeging dakkapel, 1994-'95 bouw van houten uitstek                                                                      | Toegeschreven aan K.P.C. de Bazel     | Valkeveenselaan 38                                        | 52° 17' 53" NB, 5° 11' 46" OL | 0406/WN078 | Villa 't Beukenootje                                                                             |
| Woning, atelier                                                                                  | Verbouwd: nr. 2 in 1914, nr. 4 in 1927, nr. 33 in 1939, 1949, nr. 35 in 1903, 1969, 1984                                                                      |                                       | Veldweg 2-4, Zeeweg 31-35                                 | 52° 18' 5" NB, 5° 13' 55" OL  | 0406/WN079 | Woning, atelier                                                                                  |
| Woning                                                                                           | Verbouwd: in 1908 en in 1904 |                                       | Vissersstraat 13                                          | 52° 18' 4" NB, 5° 14' 7" OL   | 0406/WN080 | Woning                                                                                           |
| Woning                                                                                           | Verbouwd: nr. 15 in 1970, nr. 17 in 1943 |                                       | Vissersstraat 15-17                                       | 52° 18' 4" NB, 5° 14' 6" OL   | 0406/WN081 | Woning                                                                                           |
| Woningen                                                                                         | MIMC Verbouwd: 1909 |                                       | Vissersstraat 20-22                                       | 52° 18' 3" NB, 5° 14' 9" OL   | 0406/WN082 | Woningen                                                                                         |
| Woning                                                                                           | Verbouwd: 1947, 1971 |                                       | Vissersstraat 35, Schipperstraat 44                       | 52° 18' 8" NB, 5° 14' 4" OL   | 0406/WN083 | Woning                                                                                           |
| Woning                                                                                           | XVIIIB Verbouwd: nr. 37 in 1974, nr. 39 in 1990 |                                       | Vissersstraat 37-39                                       | 52° 18' 8" NB, 5° 14' 3" OL   | 0406/WN084 | Woning                                                                                           |
| Woning                                                                                           | Verbouwd: 1906, 1939, 1984, 1987, 1988 |                                       | Vissersstraat 38                                          | 52° 18' 6" NB, 5° 14' 8" OL   | 0406/WN085 | Woning                                                                                           |
| Woning                                                                                           | XIXb/c Verbouwd: 1970 |                                       | Vissersstraat 82, Vletstraat 5                            |                               | 0406/WN086 | Woning                                                                                           |
| Woning                                                                                           | ca. 1900 |                                       | Vissersstraat 96-98                                       | 52° 18' 8" NB, 5° 13' 58" OL  | 0406/WN087 | Woning                                                                                           |
| Woning "Hein Kos"                                                                                | Verbouwd: 1905 (2x), 1907, 1908, 1924, 1980, 1981 (2x), 1984 (2x)                                                                                             |                                       | Vissersstraat 9b,9c                                       | 52° 18' 3" NB, 5° 14' 9" OL   | 0406/WN088 | Woning "Hein Kos"                                                                                |
| Kapperswinkel                                                                                    | XIXbc |                                       | Voorbaan 50                                               | 52° 17' 56" NB, 5° 14' 3" OL  | 0406/WN089 | Kapperswinkel                                                                                    |
|                                                                                                  | Verbouwd: Nr. 16 in 1918, 1929, nr 24 in 1926 |                                       | Zeeweg 14, 24                                             | 52° 18' 2" NB, 5° 14' 0" OL   | 0406/WN090 |                                                                                                  |
| Woningen                                                                                         | Ca. 1885 Verbouwd: Nr. 36 in 1974, nr. 38 in 1911, 1919, 1983, nr 42 in 1982, 1984, nr. 44 in 1969, 1977, 1978                                                |                                       | Zeeweg 32-44                                              | 52° 18' 4" NB, 5° 13' 59" OL  | 0406/WN091 | Woningen                                                                                         |
| Woning                                                                                           | 1909 Verbouwd: 1987 |                                       | Zeeweg 46                                                 | 52° 18' 5" NB, 5° 13' 57" OL  | 0406/WN092 | Woning                                                                                           |